# Шамо (порода кур)
Шамо (яп. 軍鶏) — японская порода кур, бойцовый петух. После запрещения петушиных боёв в большинстве стран разводится как декоративная и выставочная птица.
Порода ввезена в Японию из Сиама (Таиланд) в XVII веке. Шамо — прародитель многих японских пород кур, включая иокогаму и феникса. Мясо шамо считалось стимулирующим силу и бодрость духа и входило в диету борцов сумо. До настоящего времени используется в петушиных боях в азиатских странах, а в Японии, где петушиные бои запрещены с 1924 года, и в других странах используется как выставочная порода. В Европу и Америку попала в конце XIX века. Название «шамо» в Японии используется как собирательное для двух ростовых разновидностей — крупной о-шамо и средней чу-шамо. За пределами страны происхождения распространены, в сущности, о-шамо.
В Японии в 1951 году порода шамо признана национальным культурным достоянием.
Мощная птица с крепким костяком и отлично развитой мускулатурой туловища и ног. Петух очень высокого роста, до 76 см, уступает в росте лишь малайскому бойцовому. Обладает выпрямленным, почти вертикальным поставом. Туловище очень широкое, плечи выступают вперёд. Крылья короткие и широкие. Спина длинная, прямая, хвост опущен. Шея очень длинная, изогнута назад. У хорошо сложенного петуха «трети» — голова с шеей, туловище, ноги и хвост — примерно равны по длине. У курицы положение туловища более горизонтальное.
Голова широкая, выпуклая. Гребень маленький, стручковидный, серёжки отсутствуют или очень маленькие, ушные мочки маленькие, всё ярко-красного цвета. Клюв крепкий, изогнутый. Глаза жемчужные или оранжево-жёлтые, над ними имеются твёрдые выросты, нависающие над глазами.
Оперение короткое, жёсткое, редкое и не может покрывать тело полностью, но перья прочные и блестящие, а главные перья хвоста достаточно длинные, чтобы обеспечить птице хороший баланс. Окрасы разнообразные: дикий, ястребиный, чёрный, голубой, белый, пегий, трёхцветный и множество вариаций, наиболее распространён чёрно-красный. Клюв и ноги жёлтые.
Шамо исключительно смелые и чрезвычайно агрессивные бойцы. Цыплята начинают драться сразу после вылупления, и петушков приходится разделять. Однако они легко приручаются.
Масса петуха 5 кг, курицы 3,2 кг. Курицы несут около 80 светло-коричневых яиц в год, больше, чем другие азиатские бойцовые породы.